# Ryuji Aigase
Vous pouvez aider à l'améliorer ou bien discuter des problèmes sur sa page de discussion.
- Il ne cite pas suffisamment ses sources. Vous pouvez indiquer les passages à sourcer avec {{référence nécessaire}} ou {{Référence souhaitée}}, et inclure les références utiles en les liant aux notes de bas de page. (Marqué depuis août 2024)
- Certaines informations devraient être mieux reliées aux sources mentionnées dans la bibliographie ou les liens externes. Améliorez sa vérifiabilité en les associant par des références. (Marqué depuis août 2024)

- Archive Wikiwix
- Bing
- Cairn
- DuckDuckGo
- E. Universalis
- Gallica
- Google
- G. Books
- G. News
- G. Scholar
- Persée
- Qwant
- (zh) Baidu
- (ru) Yandex
- (wd) trouver des œuvres sur Wikidata

Ryuji Aigase (相ヶ瀬 龍史, Aigase Ryuji) est un seiyū japonais née le 2 juillet 1987.

## Profil
- Date de naissance : 2 juillet 1987.
- Lieu de naissance : Aomori, Japon
- Groupe sanguin : O

## Rôles
en gras les rôles importants.

### Anime
- L'Odyssée de Kino : Hermes

### Film
- Kino no Tabi: In Order to Do Something –life goes on.– : Hermes
- Kino no Tabi: Country of Illness -For You- : Hermes
- Spriggan : Colonel MacDougal